# Karl Leopold, Duce de Mecklenburg
Karl Leopold de Mecklenburg-Schwerin (26 noiembrie 1678 – 28 noiembrie 1747) a fost Duce de Mecklenburg-Schwerin din 1713 până în 1747.

## Biografie
A fost al doilea fiu al lui Frederic, Duce de Mecklenburg-Grabow și al soției acestuia, Christine von Hessen-Homburg (1653–1722). El i-a succedat fratelui său, Frederic Wilhelm, Duce de Mecklenburg-Schwerin, în 1713.
Karl Leopold s-a căsătorit de trei ori. Prima lui soție a fost Sophia Hedwig de Nassau-Dietz (1690–1734), fiica lui Henric Cazimir al II-lea, Prinș de Nassau-Dietz și a Henriëtte Amalia van Anhalt-Dessau. Căsătoria a avut loc la 27 mai 1709 la Leeuwarden și au divorțat în 1710. Nu au avut copii.
A doua soție a fost Christine von Lepel (1692–1728), fiica lui Nicolaus Friedrich von Lepel și a Leveka von Plessen. Ei s-au căsătorit la 7 iunie 1710 la Doberau și au divorțat la 2 octombrie 1711. Nu au avut copii.
A treia soție a fost Ecaterina Ivanovna a Rusiei, fiica cea mare a Țarului Ivan al V-lea al Rusiei. Ei s-au căsătorit la 19 aprilie 1716 la Danzig. Cuplul a avut un mariaj nefericit și o singură fiică, Marea Ducesă Anna Leopoldovna a Rusiei, care s-a căsătorit cu Anton Ulrich de Brunswick și a avut cinci copii. Anna Leopoldovna a fost regentă a Rusiei în numele fiului ei Ivan al VI-lea din 1740 până în 1741.
1. ↑  „Karl Leopold”, Gemeinsame Normdatei, accesat în 15 decembrie 2014
2. ↑  „Karl Leopold”, Gemeinsame Normdatei, accesat în 31 decembrie 2014